# Pheleuscelus motschulskii
Pheleuscelus motschulskii es una especie de coleóptero de la familia Attelabidae.

## Distribución geográfica
Habita en Brasil.